# Petrocosmea minor
Petrocosmea minor är en tvåhjärtbladig växtart som beskrevs av Hemsley. Petrocosmea minor ingår i släktet Petrocosmea och familjen Gesneriaceae. Inga underarter finns listade i Catalogue of Life.